# Tomás Crespo Agüero

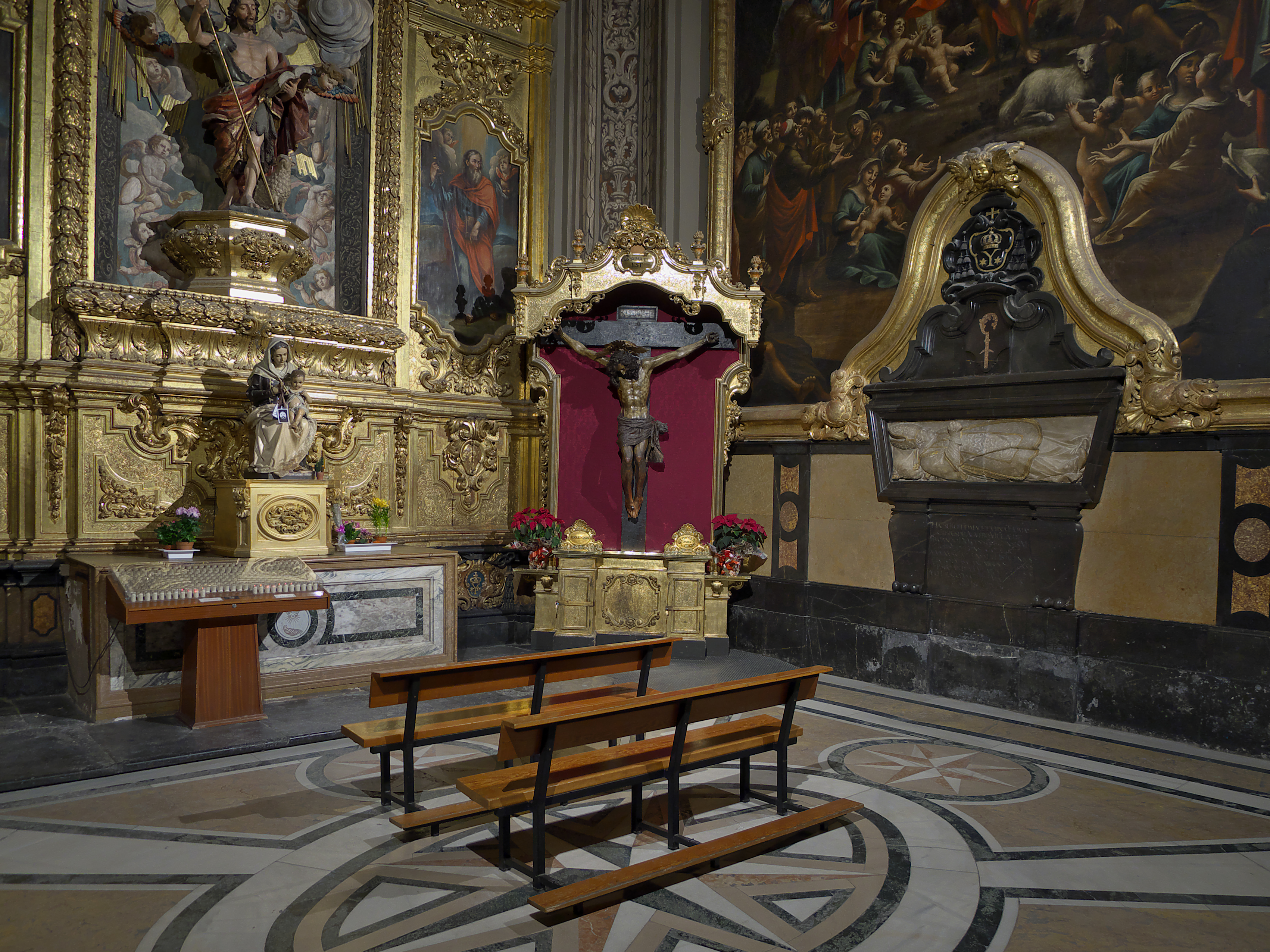
Sepulcro en la Capilla de San Juan Bautista, Basílica del Pilar, Zaragoza

Tomás Crespo Agüero (Rucandio, La Montaña, 8 de diciembre de 1668 - Zaragoza, Aragón, 3 de marzo de 1742) fue un clérigo español del siglo XVIII, que llegó a ser obispo de la desaparecida diócesis de Ceuta (1721-1727) y más tarde arzobispo de la diócesis de Zaragoza (1727-1742).

## Vida
Nació en La Montaña hacia 1668. Se ordenó sacerdote y el 16 de julio de 1721 el papa Inocencio XIII le designó obispo de Ceuta, siendo consagrado como tal en octubre del mismo año.
A partir del 17 de marzo de 1727 ejerció el cargo de arzobispo de Zaragoza, donde dio especial impulso a la construcción de obras pías como varias iglesias en Teruel y la capilla de San Juan Bautista en El Pilar.
Murió el 3 de marzo de 1742, siendo enterrado en el muro lateral derecho de la Capilla de San Juan —que lleva en lo alto su escudo de armas—. Su sepulcro fue trabajado por Tomás Mesa.
| Predecesor: Fray Francisco Lasso de la Vega | Obispo de Ceuta 1721-1726       | Sucesor: Fray Tomás del Valle |
| Predecesor: Manuel Pérez de Araciel         | Arzobispo de Zaragoza 1727-1742 | Sucesor: Francisco Añoa Busto |

- Datos: Q6148463
- Multimedia: Tomás Crespo Agüero / Q6148463